# Bruno da Longobucco
Bruno da Longobucco (Longobucco, inizio XIII secolo – Padova, 1286) è stato un medico e chirurgo italiano.
Bruno fu uno dei più grandi chirurghi del Medioevo: fu un riformatore della chirurgia avendo una profonda conoscenza delle dottrine greche, latine ed arabe. Fu un prosecutore della chirurgia praticata da Democede di Crotone, Filistione di Locri e da tanti altri, le cui tecniche ed insegnamenti erano custoditi nei numerosi testi conservati nei monasteri basiliani e benedettini, testi che vennero copiati per primi dagli amanuensi di Cassiodoro a Squillace.
In pieno Medioevo, quando i medici iniziarono a prendere le distanze dal mestiere del chirurgo, professione ritenuta non degna di rispetto poiché esercitata più dal chirurgo-barbiere, dal cavadenti, dal flebotomo o dal cerusico, Bruno da Longobucco diventò uno dei promotori della chirurgia praticata da gente colta, consapevole del proprio impegno e della responsabilità verso i propri pazienti.
Guy de Chauliac fu un grande estimatore di Bruno da Longobucco, definendolo secondo chirurgo solo a Rogerio Frugardi di Salerno, ma con in più il peso della cultura araba.

## Vita
La terra natale di Bruno da Longobucco in molti casi è contraddittoria, anche se dai suoi scritti risulta dichiarato: Brunus gente Calabrica patria Longoburgensis. Riguardo alla sua data di nascita, padre Francesco Russo formulò un'ipotesi, secondo cui, avendo Bruno finito il suo libro nel 1253, cioè nella sua maturità di medico ed uomo, si può far risalire la sua data di nascita ai primi del Duecento.
Si conosce poco della sua infanzia e della sua formazione di medico. Probabilmente apparteneva ad una famiglia di solide condizioni economiche addetta all'amministrazione delle miniere presenti nel luogo natale. Riguardo ai suoi studi, si pensa che siano stati svolti tra Longobucco e Rossano, visto il periodo fiorente che la Calabria settentrionale godette grazie alla protezione culturale di Federico II di Svevia e ai grandi scambi commerciali.
Bruno, dopo aver conseguito tali studi, si trasferì dapprima a Bologna e poi a Padova. A Bologna diventò discepolo di Ugo de' Borgognoni superando - secondo lo storico della medicina Salvatore De Renzi - il maestro, poiché quest'ultimo, poco familiare con la cultura classica e con la penna, non aveva lasciato nulla di scritto, nonostante la sua fama di eccelso chirurgo. È proprio a Bologna che Bruno prese dimestichezza con i testi arabi.
Terminata la formazione bolognese, arrivò a Padova dove contribuì alla fondazione dell'Università, avvenuta il 29 settembre del 1222 e, insieme a Pietro d'Abano, insegnarono nella citata Università le dottrine arabe aggiornate alla luce di nuove scoperte, diventando ben presto gli ambasciatori della "medicina arabista" in Italia e in Europa. In tale Università Bruno, con l'autorità dello status di magister, tenne una delle prime tre cattedre di medicina, le quali erano state distinte secondo criteri etnografici in quattro nationes: latini della lingua d'oïl (francesi e normanni); latini della langue d'oc (provenzali, catalani e spagnoli); germani (tedeschi, fiamminghi, inglesi, polacchi); italiani o citramontani (calabresi, romani, siciliani, toscani, lombardi, etc.).
Della personalità di Bruno si conosce poco: dai suoi scritti appare una persona austera e raffinata, persona colta, spinto nella sua professione da una profonda fede cristiana. Uomo di forti convinzioni, persegue i suoi obiettivi pur scontrandosi con le dottrine dei grandi della storia della medicina antica. Affronta per primo tra i medici cristiani il tema della castrazione, tema non tanto accettato nel periodo medievale. Secondo un'ulteriore analisi di padre Francesco Russo, morì probabilmente a Padova nel 1286. In molti saggi sulla storia dell'Università di Padova, Bruno è ricordato con poche righe, a volte neanche citato.

## Opere
Nel Medioevo la chirurgia fu una pratica minore.
Si possono riassumere sotto il nome di Ruggero, Bruno da Longobucco e Teodorico da Lucca i padri delle dottrine chirurgiche del periodo: Ruggero ripristinò la chirurgia latina nella Scuola salernitana, Bruno propose una nuova chirurgia di matrice greco-araba e Teodorico da Lucca fu il primo ad utilizzare i narcotici durante gli interventi chirurgici. Bruno nei suoi insegnamenti unì le nozioni acquisite durante gli studi a tutta la sua esperienza pratica, come nel campo della chirurgia traumatologica, come si denota nel capitolo della Chirurgia Magna, in cui egli si accinse a descrivere il modo di estrazione delle frecce, descrizione effettuata con una particolare perizia.
Il manoscritto di Bruno fu preso da esempio da tutti i suoi discepoli e non solo. Nel racconto della sua pratica emerge l'insoddisfazione riguardo alla tecnica del salasso (terapia degli umori) che era stata lasciata nelle mani dei flebotomi e tal proposito scrive: «Ac operationes scarificationis et flebotomiae noluerunt medici propter indecentiam exercere: sed illas barberiorum in manibus reliquerunt» [I medici non vollero praticare la scarificazione e la flebotomia per indecenza lasciandole nelle mani dei barbieri].
Egli fu un antesignano dell'antisepsi: infatti ritenne che per prima cosa fosse necessario fermare l'emorragia per prevenire la suppurazione, lasciando poi aperte le ferite e fasciandole infine con bende imbevute di vino bollito, al contrario di come affermava Galeno, secondo cui la fuoriuscita di pus fosse buon segno sulla guarigione della ferita. Egli per primo praticò la paracentesi in presenza di idropisia e sutura con fili di seta, cotone o budella animale. Introdusse l'intervento di cataratta, utilizzando una tecnica molto complessa: suggerì il taglio delle vene della congiuntiva quando esse fossero diventate varicose. Al contrario di Celso, egli consigliò di aprire per intero le fistole dell'ano.
Nonostante alcuni dissensi appena citati, per buona parte del libro rimase fedele per alcuni aspetti a Galeno, per altri ad Ippocrate, per altri ancora a Celso, come nella concezione di patologie e nella distinzione tra "semplici e composti".
Bruno fu, inoltre, uno dei precursori del metodo scientifico all'Università di Padova, proprio perché la sua finalità fu il valore convergente dell'esperienza e della ragione. A tal proposito i suoi allievi si opposero, in alcuni casi anche aspramente, agli allievi di Ruggero della Scuola Salernitana, dediti invece alla conservazione del sapere medico classico di Ippocrate e Galeno.
Delle sue opere pervenute si ricordano:
- Chirurgia Magna: l'opera maggiore, completata nel 1253, composta da 2 libri, ognuno dei quali formati da 20 capitoli. Nel primo libro sono affrontate le fratture, le ferite e le lussazioni, mentre nel secondo sono affrontate le malattie che hanno bisogno di intervento chirurgico. Bruno dedica la sua opera ad Andrea da Vicenza, un suo amico di cui non si hanno notizie storiche. Fu uno dei primi manuali didattici delle Università di Bologna e di Padova, cosa che giustifica il fatto che molti aspiranti chirurghi per poter superare l'esame dovettero trascriverne una copia.

L'opera fu stampata per la prima volta a Venezia nel 1498 in una edizione che raccoglie testi di diversi autori, la Cyrurgia Guidonis de Cauliaco et Cyrurgia Bruni Theodorici Rogerii Rolandi Bertapalie Lanfranci, ed ebbe successive ristampe nel 1499, 1513, 1519, 1546 e nel 1549.
- Chirurgia Parva: un trattato più maneggevole e didattico, dedicato a Lazzaro di Padova. Bruno ha calcolato anche le dimensioni di questo breve trattato, valutandolo la settima parte del trattato maggiore, infatti esso è composto da un solo libro di 23 capitoli.

Sono rimaste manoscritte altre sue opere minori: Capitoli del Bruno della utilità delli cauteri, Cura delle postieme tracta del Bruno della compositione del corpo de l'omo,
Bruni medicamenta varia, De utilitate sequentium medicamentorum, Impiastri e ricette varie, Del fluxo del ventre, Bruni materia medica, Sententia Bruni de egretudinibus oculorum.